# Petros Hanna Issa Al-Harboli
Petros Hanna Issa Al-Harboli, auch Petros Harboli, (* 1. Juli 1946 aus dem Dorf al-Sindi bei Zaxo, Kurdistan, Irak; † 3. November 2010 in Gaziantep, Türkei) war Bischof von Zaku der chaldäisch-katholischen Kirche.

## Leben
Petros Harboli, der einer aus der Osttürkei geflohenen chaldäischen Familie entstammte, empfing nach dem Besuch des von französischen Dominikanern geleiteten syro-chaldäischen Priesterseminars St. Jean in Mosul 1970 die Priesterweihe. Er war Priester in Zaxo und dem Distrikt Duhok.
Papst Johannes Paul II. ernannte ihn 2001 zum Bischof von Zaku, einem mit der römisch-katholischen Kirche unierten chaldäisch-katholischen Bistum mit Sitz in Zaxo, Irak. Die Bischofsweihe spendete ihm am 1. Februar 2002 der Patriarch von Babylon, Raphael I. Bidawid; Mitkonsekratoren waren André Sana, Erzbischof von Kirkuk, und Abdul-Ahad Sana, Bischof von Alqosh.
Nach Herzbeschwerden wurde Petros Harboli zunächst im Krankenhaus von Dahuk behandelt und am 16. September 2010 in das Amerikanische Krankenhaus (SEV Gaziantep American Hospital) in der Grenzstadt Gaziantep, Türkei, verlegt, wo er starb. Er wurde in der Kirche von Mar Georgis in Zaxo beigesetzt.